# Geosaurus
Geosaurus é o nome comum dado aos membros do género extinto de crocodilos marinhos Geosaurus, contemporâneos da era dos dinossauros. Esses animais eram carnívoros e habitavam os mares dos períodos Jurássico e Cretáceo.